# Lega Nazionale A 2021-2022 (hockey su pista)
La Lega Nazionale A 2021-2022 è la 90ª edizione del torneo di primo livello del campionato svizzero di hockey su pista; è disputato tra il 18 settembre 2021 e il 25 giugno 2022.

## Stagione

### Formula
La Lega Nazionale A 2021-2022 vede ai nastri di partenza nove club; la manifestazione è organizzata con un girone all'italiana, con gare di andata e ritorno per un totale di sedici giornate: sono assegnati tre punti per l'incontro vinto, due per la vittoria ai tiri di rigore, uno per la sconfitta ai tiri di rigore, zero per la sconfitta. Al termine della stagione regolare sono stai disputati i play-off tra le prime quattro squadre classificate; la vincitrice è stata proclamata campione di Svizzera.

## Classifica finale
|                     | Pos. | Squadra   | Pt | G  | V  | VR | PR | P  | GF | GS | DR  |
| ------------------- | ---- | --------- | -- | -- | -- | -- | -- | -- | -- | -- | --- |
|                     | 1.   | Ginevra   | 37 | 16 | 11 | 1  | 2  | 2  | 63 | 37 | +26 |
| Svizzera (bandiera) | 2.   | Diessbach | 36 | 16 | 11 | 0  | 3  | 3  | 71 | 42 | +29 |
|                     | 3.   | Biasca    | 31 | 16 | 10 | 0  | 1  | 5  | 61 | 41 | +20 |
|                     | 4.   | Dornbirn  | 31 | 16 | 10 | 0  | 1  | 5  | 75 | 59 | +16 |
|                     | 5.   | Uttigen   | 25 | 16 | 8  | 0  | 1  | 7  | 42 | 48 | -6  |
|                     | 6.   | Wimmis    | 18 | 16 | 6  | 0  | 0  | 10 | 40 | 61 | -21 |
|                     | 7.   | Uri       | 15 | 16 | 4  | 1  | 1  | 10 | 45 | 64 | -19 |
|                     | 8.   | Wolfurt   | 13 | 16 | 2  | 2  | 3  | 9  | 57 | 67 | -10 |
|                     | 9.   | Montreux  | 10 | 16 | 2  | 2  | 0  | 12 | 43 | 78 | -35 |

Legenda:
  Squadra ammessa ai play-off.
  Squadra ammessa ai play-out.
      Campione di Svizzera e ammessa alla WSE Champions League 2022-2023.
      Ammesse alla WSE Champions League 2022-2023.
      Ammesse alla Coppa WSE 2022-2023.
Note:
Tre punti a vittoria, due per la vittoria ai tiri di rigore, uno per la sconfitta ai tiri di rigore, zero a sconfitta.

## Play-off
|  | Semifinali | Semifinali | Semifinali | Semifinali | Semifinali |  |  | Finale    | Finale    | Finale    | Finale | Finale |  |
|  |            |            |            |            |            |  |  |           |           |           |        |        |  |
|  | Ginevra    | Ginevra    | 1          | 3          | 5          |  |  |           |           |           |        |        |  |
|  | Dornbirn   | Dornbirn   | 2          | 2          | 2          |  |  | Ginevra   | Ginevra   | Ginevra   | 2      | 4      |  |
|  | Diessbach  | Diessbach  | Diessbach  | 3          | 3          |  |  | Diessbach | Diessbach | Diessbach | 3      | 6      |  |
|  | Biasca     | Biasca     | Biasca     | 2          | 2          |  |  |           |           |           |        |        |  |